# Acidodontium longifolium
Acidodontium longifolium là một loài Rêu trong họ Bryaceae. Loài này được (Schimp. ex Paris) Broth. mô tả khoa học đầu tiên năm 1903.